# Markus Niemeläinen
Markus Niemeläinen, född 8 juni 1998, är en finländsk professionell ishockeyback som är kontrakterad till Edmonton Oilers i National Hockey League (NHL) och spelar för Bakersfield Condors i American Hockey League (AHL).
Han har tidigare spelat för HPK och Ässät i Liiga; Lempäälän Kisa i Mestis samt Saginaw Spirit i Ontario Hockey League (OHL).
Niemeläinen draftades av Edmonton Oilers i tredje rundan i 2016 års draft som 63:e spelare totalt.

## Statistik
| 2015–2016    | Saginaw Spirit      | OHL          | 65  | 1 | 26 | 27 | 28  | 4  | 0 | 0 | 0 | 0 |
| 2016–2017    | Saginaw Spirit      | OHL          | 59  | 3 | 6  | 9  | 40  | —  | — | — | — | — |
| 2017–2018    | HPK                 | Liiga        | 42  | 1 | 2  | 3  | 24  | —  | — | — | — | — |
|              | Lempäälän Kisa      | Mestis       | 1   | 0 | 0  | 0  | 0   | —  | — | — | — | — |
| 2018–2019    | HPK                 | Liiga        | 50  | 1 | 4  | 5  | 8   | 18 | 0 | 2 | 2 | 4 |
| 2019–2020    | Ässät               | Liiga        | 55  | 1 | 6  | 7  | 42  | —  | — | — | — | — |
| 2020–2021    | Ässät               | Liiga        | 14  | 0 | 3  | 3  | 35  | —  | — | — | — | — |
|              | Bakersfield Condors | AHL          | 21  | 2 | 4  | 6  | 6   | —  | — | — | — | — |
| 2021–2022    | Edmonton Oilers     | NHL          | 1   | 0 | 0  | 0  | 0   | —  | — | — | — | — |
|              | Bakersfield Condors | AHL          | 14  | 1 | 2  | 3  | 4   | —  | — | — | — | — |
| NHL totalt   | NHL totalt          | NHL totalt   | 1   | 0 | 0  | 0  | 0   | —  | — | — | — | — |
| Liiga totalt | Liiga totalt        | Liiga totalt | 161 | 3 | 15 | 18 | 109 | 18 | 0 | 2 | 2 | 4 |
| AHL          | AHL                 | AHL          | 35  | 3 | 6  | 9  | 10  | 5  | 0 | 3 | 3 | 0 |
| OHL totalt   | OHL totalt          | OHL totalt   | 124 | 4 | 32 | 36 | 68  | 4  | 0 | 0 | 0 | 0 |

### Internationellt
| Källa: Uppdaterad: 2021-12-02 | Källa: Uppdaterad: 2021-12-02 | Källa: Uppdaterad: 2021-12-02 |         | Utv = Utvisningsminuter | Utv = Utvisningsminuter | Utv = Utvisningsminuter | Utv = Utvisningsminuter | Utv = Utvisningsminuter |
| År                            | Lag                           | Mästerskap                    | Matcher | Mål                     | Assists                 | Poäng                   | Utv                     |                         |
| ----------------------------- | ----------------------------- | ----------------------------- | ------- | ----------------------- | ----------------------- | ----------------------- | ----------------------- | ----------------------- |
| 2015                          | Finland                       | U18-VM                        | 7       | 0                       | 0                       | 0                       | 0                       |                         |
| 2015                          | Finland                       | Ivan Hlinka                   | 5       | 0                       | 2                       | 2                       | 6                       |                         |
| 2016                          | Finland                       | U18-VM                        | 7       | 0                       | 1                       | 1                       | 6                       |                         |
| Junior totalt                 | Junior totalt                 | Junior totalt                 | 19      | 0                       | 3                       | 3                       | 12                      |                         |